# 永久運動の夢
『永久運動の夢』（えいきゅううんどうのゆめ、英語: Perpetual Motion, Hitory of an Obsession)は、永久機関の歴史を述べた書籍（1977年にイギリスで出版）。イギリスの著述家のアーサー・オードヒューム（英: Arthur Ord-Hume）（wikidata）が執筆し、もとは1975年の英国放送協会（BBC）のテレビ番組のために始めた調査があった。著者は航空エンジニア出身で、オルゴールや機械仕掛けの楽器に関する分野の著書のある人物である（#書誌情報参照）。イギリス軍楽隊やグライムソープ・コリアリー・バンドに楽曲を提供した作曲家でもある。
日本では、1987年に高田紀代志と中島秀人による翻訳が朝日新聞から出版され、のちにちくま学芸文庫に改版された。

## 内容
永久運動研究家にインスピレーションを与えたいろいろな物理の原理が紹介され、彼らの研究の結果が紹介されるが、詳しく紹介されるエピソードには、以下のような人物・装置のエピソードなどがある。
- 水を循環させて水力を動力にする装置 - 17世紀までに残された書物に記された水などを循環させて回り続けさせようとするメカニズムが紹介される。紹介されるのは15世紀のイタリアのマルクアントニオ・ズィマーラ、17世紀のイギリスのエドワード・サマセット、ドイツのゲオルク・ベックラーらである。
- コックスの永久運動 - 定義によっては永久機関とはいえないが、1770年代にイギリスの時計師、ジェームズ・コックスは、持続的に動き続ける時計を製作し、実際に動いた。水銀気圧計と巧妙な機械仕掛けで、気圧の変化で自動的にゼンマイを巻き上げる時計であった。
- レドヘッファーの永久運動 - 1810年代のフィラデルフィアとニューヨークでいかさまの機械を展示したチャールズ・レドヘッファーや同様な詐欺師、J・M・オルドリッチらが紹介される。
- キリー・モーター - 19世紀の後半にキリー・モーターという会社をつくり、出資者を集めたジョン・ウォーレン・キリー（英語）のいかさま機械が紹介される。圧縮空気をたくみに隠して使った。
- ガンジー・ゼロモーター - 19世紀末にアメリカ海軍の主任技師、ベンジャミン・アイシャーウッド（英語）はガンジー教授（ドイツ語）の発明した液体アンモニアを使い、常温での気化による膨張から仕事を取り出し、その時の膨張による温度低下で液化するというメカニズムに興味を持つ。実験をしたが動力を取り出すことはできなかった。

## 書誌情報
- アーサー・オードヒューム 著、高田紀代志・中島秀人 訳『永久運動の夢』朝日新聞社〈朝日選書〉、1987年。ISBN 4-02-259428-4。 NCID BN01214242。
  - アーサー・オードヒューム 著、高田紀代志・中島秀人 訳『永久運動の夢』筑摩書房〈ちくま学芸文庫〉、2014年。ISBN 978-4-480-09585-5。（オ23-1 Math & Scienceシリーズ）。NCID BB14432048。朝日新聞社1987年刊を文庫判に改版して復刊。375p ; 15cm。

同じ著者による著作物を一覧にする（Ord-Hume, Arthur W. J. G. 名義）。
- 『Perpetual motion : the history of an obsession』George Allen & Unwin、1977年。NCID BA11261622
  - 『Perpetual motion : the history of an obsession』St. Martin's Press、1980年。NCID BA04573432
  - 『Perpetuum Mobile Die Geschichte Eines Menschheitstraums』 (version 1. Auflage) 1. Auflage ed. Rottenburg am Neckar: Kopp Verlag e.K.、2014年。ISBN 9783864454370, 3864454379、OCLC 1190224955

航空機
- 再版、電子書籍『The Lympne Trials : Searching for an Ideal Light Plain』Stenlake Publishing、2012年。OCLC 1302158791

オルガンの機構
- 『Barrel organ : the story of the mechanical organ and its repair』South Brunswick, N.J.：A.S. Barnes、1978年。OCLC 65474861、電子書籍
- 『Joseph Haydn and the mechanical organ』University College Cardiff Press、1982年。NCID BA87037069

自動演奏ピアノ
- 『Restoring pianolas and other self-playing pianos』1983年、NCID BA73771005
  - 『Pianola : the history of the self-playing piano』George Allen & Unwin、1984年、NCID BA24241402
- 『Automatic pianos : a collector's guide to the pianola, barrel piano, & Aeolian orchestrelle』Schiffer 〈A Schiffer book for collectors〉、2004年、NCID BA89762987
- 『Automatic Organs : a guide to orchestrions, barrel organs, fairground, dancehall & street organs including organettes』Schiffer〈A Schiffer book〉2007年、NCID BA84237720

オルゴール
- 『The musical box : a guide for collectors, including a guide to values』Schiffer〈A Schiffer book for collectors〉、1995年、NCID BA31203811
- 『Restoring music boxes & musical clocks』Mayfield Books、2005年9780952327028年、NCID BA90510110。改訂修正版。

楽曲の提供者として
- イギリス海兵隊軍楽隊（ポーツマス）ほか『Bandleader』1989年、NCID BB16656840
- イギリス陸軍、グレナディアガーズ ほか『Marching with the Grenadier Guards』EMI Records（販売）、1990年、NCID BB16676622
- イギリス海兵隊軍楽隊、艦隊副司令長官（英語）ほか『The Admiral's regiment』Music Masters、1994年、NCID BB1679692X
- グライムソープ・コリアリー・バンド ほか『Brass!』RCA、BMG JAPAN、1997年、NCID BA44109452

### 関連資料
発行年順。
- 山口宗夫 著・絵「15 永久運動の夢」『ワットの鉄びん : 熱と光の話』〈うち中で読む科学の本 ; 6〉主婦之友社、1948年（昭和23年）、p.88-90 (コマ番号0048.jp2-)。児童書。doi:10.11501/1168639、インターネット公開
- 正木敬二「永久運動の夢を追った人たち」『伊那』第17巻第10号（通号497）、伊那史学会、1969年10月。p.26-29 (コマ番号0015.jp2)。doi:10.11501/4431334、国立国会図書館内/図書館・個人送信
- 中原佑介「隔月連載 〈大発明物語〉(3)永久運動の夢」『美術手帖』第24巻（通号361）、カルチュア・コンビニエンス・クラブ、1972年12月、p.145-161 (コマ番号0084.jp2-)、doi:10.11501/7923916、国立国会図書館限定。
- 猿倉三喜彦「授業のアイディア 理科 永久運動の夢」初等教育研究会（編）『教育研究』第45巻第1号（通号1055）、初等教育研究会、1990年1月、p70（コマ番号0038.jp2）doi:10.11501/6041324、国立国会図書館内限定。